# Плетенберг
Плетенберг (њем. Plettenberg) град је у њемачкој савезној држави Северна Рајна-Вестфалија. Једно је од 15 општинских средишта округа Меркиш. Према процјени из 2010. у граду је живјело 27.026 становника. Посједује регионалну шифру (AGS) 5962052, NUTS (DEA58) и LOCODE (DE PLE) код.

## Географски и демографски подаци
Плетенберг се налази у савезној држави Северна Рајна-Вестфалија у округу Меркиш. Град се налази на надморској висини од 240 метара. Површина општине износи 96,3 km². У самом граду је, према процјени из 2010. године, живјело 27.026 становника. Просјечна густина становништва износи 281 становника/km².

## Међународна сарадња
| Мјесто  | Држава   | Врста сарадње | Од    |
| ------- | -------- | ------------- | ----- |
| Блуденц | Аустрија | партнерство   | 1988. |
| Извор   |          |               |       |